# ぎふ鵜飼マラソン・ウォーキング大会
ぎふ鵜飼マラソン・ウォーキング大会（ぎふうかいマラソン・ウォーキングたいかい）は、岐阜県岐阜市で行われていたNPO法人ぎふ長良川走ろう会が主催する市民マラソン大会である。
毎年3月の第3日曜日に高橋尚子ロードを中心としたコースで行われるマラソン大会で参加費は有料だが抽選会が行われ景品がもらえるなどイベント要素が高い。1988年に第1回が開催された。2022年3月28日開催の第35回大会をもって終了した。

## コース
- 長良川公園を起点とした高橋尚子ロード、長良川忠節橋左岸堤防道路の折返しコース。

## 種目
- ハーフ
- 10km
- 5km
- ウォーキング

年齢：制限なし
制限時間：3時間
車イス不可

## 参加賞
- 昼食、飲物の他、サービスで長良川温泉無料入浴券が貰える。

## 参加料
- 3,000円